# فلاديمير كادليك
فلاديمير كادليك (بالألمانية: Vladimír Kadlec)‏ (و. 1957  م) هو لاعب كرة سلة ألماني، ولد في براغ، شارك في الألعاب الأولمبية الصيفية 1984، مركز لعبه هو مدافع مسدد الهدف.

## روابط خارجية
- فلاديمير كادليك على موقع الاتحاد الدولي لكرة السلة (الإنجليزية)
- فلاديمير كادليك على موقع ريلجم (الإنجليزية)
- فلاديمير كادليك على موقع سبورتس رفرنس (الإنجليزية)
- فلاديمير كادليك على موقع أوليمبيديا (الإنجليزية)